# Kuřimské Jestřabí
Kuřimské Jestřabí (in tedesco Jestrab bei Gurein) è un comune della Repubblica Ceca facente parte del distretto di Brno-venkov, in Moravia Meridionale.